# Marina Elbakidze
Marina Elbakidze (en georgiano მარინა ელბაქიძე; n. 1963) es una escritora y psicóloga georgiana.

## Biografía
Escritora y psicóloga, Marina Elbakidze trabaja en la Universidad Estatal de Tiflis, en la facultad de Psicología y Educación. Es editora de las traducciones georgianas de Carl Gustav Jung Psicología y religión y Psicología y alquimia. Desde hace años trabaja como investigadora y analista de derechos de las minorías y regulación de conflictos. Es miembro del diálogo de paz entre georgianos y abjasios, habiendo publicado varios artículos sobre ese tema.

## Obra
Los relatos de Marina Elbakidze se publican en revistas literarias desde finales de la década de 1990. La autora ha sido premiada en varios concursos literarios, quedando en segundo lugar en el certamen Pen-marathon y obteniendo el primer premio en el concurso SABA 2013 por su primera colección de relatos Intercambio (გაცვლა ). Esta obra consta de cinco historias y la acción del relato que da título al libro tiene lugar en la costa, en una zona de conflicto étnico. El protagonista principal, Gogi, con la ayuda de su amigo Paata, está tratando de liberar a su hijo, que fue a la guerra como voluntario. Finalmente la narración desvela cómo el hijo, después de ser hecho prisionero, fue asesinado cuando tuvo una discusión con los combatientes.
Sobre este texto, la autora ha dicho:

La base documental es el conflicto georgiano-abjasio. He escuchado muchas historias a lo largo de los años, además de lo que hemos visto en la televisión, de mis amigos, conocidos... y por estos amigos y conocidos me refiero a abjasios y georgianos... Casi cada parte de esta historia es un reflejo de una historia real, las historias de personas reales.